# Sinagoghe di Praga
Il quartiere ebraico di Praga (o Josefov) ospita diverse sinagoghe:
- Sinagoga Pinkas
- Sinagoga di Gerusalemme
- Sinagoga Klausen
- Sinagoga Vecchia-Nuova
- Sinagoga Alta
- Sinagoga spagnola
- Sinagoga Maisel